# Vůz Aee152, 145 ČD
Vozy Aee152, číslované v intervalu 50 54 19-38, a Aee145, číslované v intervalu 61 54 19-51, jsou řadami osobních vozů první třídy z vozového parku Českých drah. Všechny tyto vozy vznikly modernizací starších vozů řad A a AB v ŽOS České Velenice.

## Vznik řady
V polovině 90. let si České dráhy objednaly v ŽOS České Velenice modernizaci dvanácti starších vozů na oddílové osobní vozy první třídy. Při modernizaci byl přestavěn jeden vůz A149, osm vozů A151 (z nich byly 4 v té době přeznačené na 2. třídu) a tři vozy AB349. Původně se počítalo se zvýšením nejvyšší povolené rychlosti těchto vozů na 160 km/h, ale vozy byly nakonec schváleny jen pro rychlosti do 140 km/h.
Dalších šest vozů vzniklo z vozů AB350 na přelomu tisíciletí.

## Technické informace
Jsou to vozy typu UIC-Y o délce 24 500 mm s nejvyšší povolenou rychlostí 140 km/h. Vozy mají upravené podvozky Götlitz V, případně Görlitz Va, označované jako Görltz V/CV vybavené špalíkovou brzdou.
Vnější nástupní dveře zůstaly zalamovací, místo původních přechodových mezivozových dveří dostaly nové, poloautomatické ovládané madly. Vozy dostaly nová okna – otvírací, výklopné v horní čtvrtině.
Proběhla kompletní obnova interiéru, ve vozech je devět kupé po šesti polohovatelných sedačkách s celkovou kapacitou 54 sedících cestujících. WC s umývárnou byly spojeny v jeden prostor.
Do vozů byl dosazen centrální zdroj energie (CZE) získaný při úpravách vozů Amee a Bmee. Vozy původně nedisponovaly klimatizací, ta byla do 12 vozů dosazena později.
Ve vozech je nainstalován vlakový rozhlas s možností nezávislé regulace hlasitosti v oddílech a na představcích.
Původní nátěr byl přes okna zelený a zbytek bílý, později se vozy začaly lakovat do nového modro-bílého korporátního stylu ČD od studia Najbrt. V každém případě má vůz nad okny žlutý pruh značící první vozovou třídu.

## Modernizace
V letech 2000–2006 byla dosazena klimatizace do 12 vozů Aee152. Zároveň byly vozy přizpůsobeny pro mezinárodní provoz dle úmluv RIC. Vznikla tak řada Aee145.
Roku 2011 byly do všech vozů Aee145 a některých vozů Aee152 dosazeny zásuvky 230 V.
V roce 2016 byly do všech 12 vozů Aee145 dosazeny repasované sedačky původem z vozů Apee141. Kromě toho byla upravena vzduchotechnika pro zajištění většího účinku klimatizace.

## Provoz
Vozy Aee145 jezdily v roce 2024 na rychlících R9 Brno/Jihlava - Havlíčkův Brod - Praha a R13 Brno - Hodonín.
Vozy Aee152 jezdily v roce 2024 na rychlících R20 Praha - Děčín.

## Fotogalerie

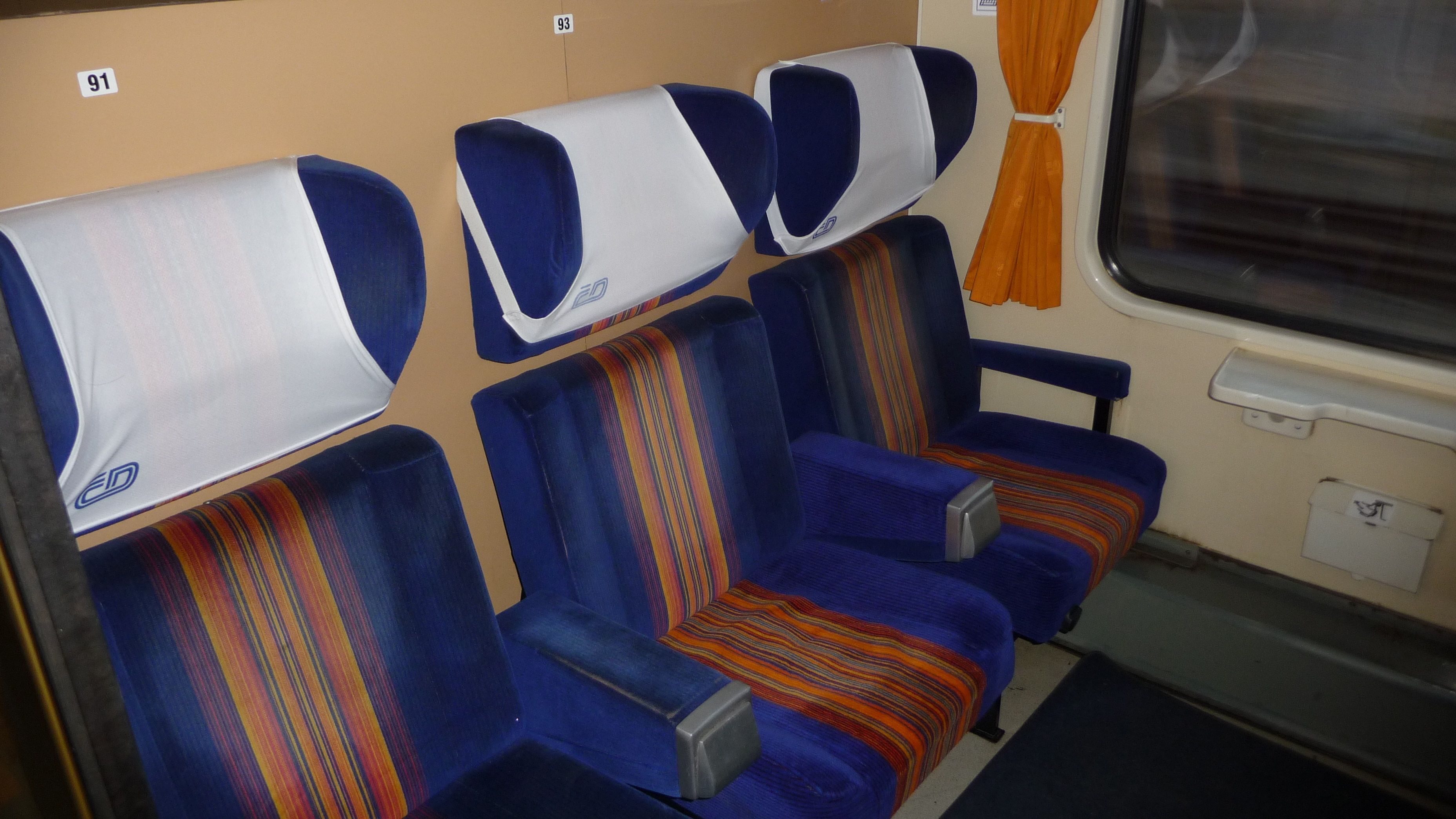
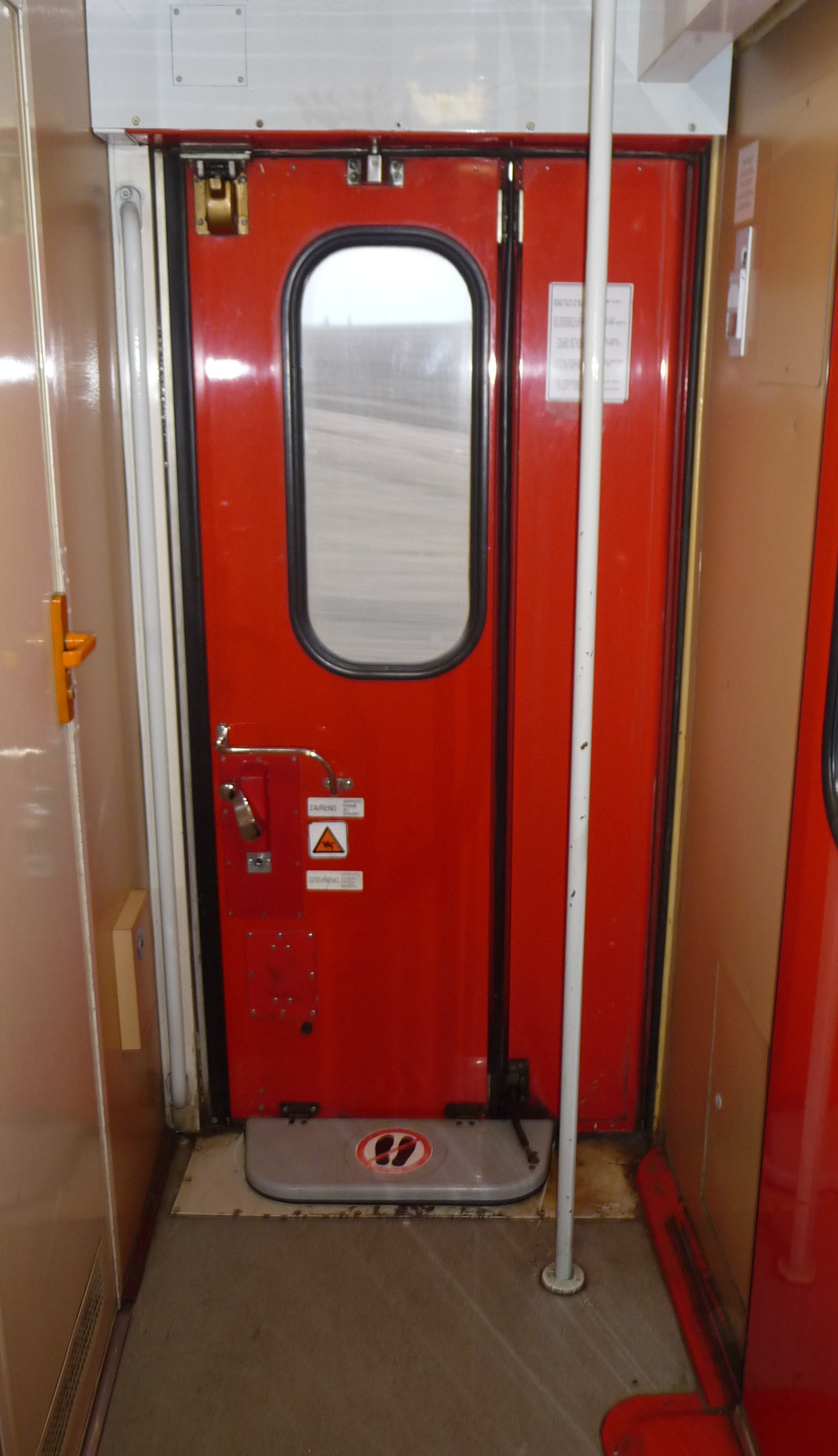
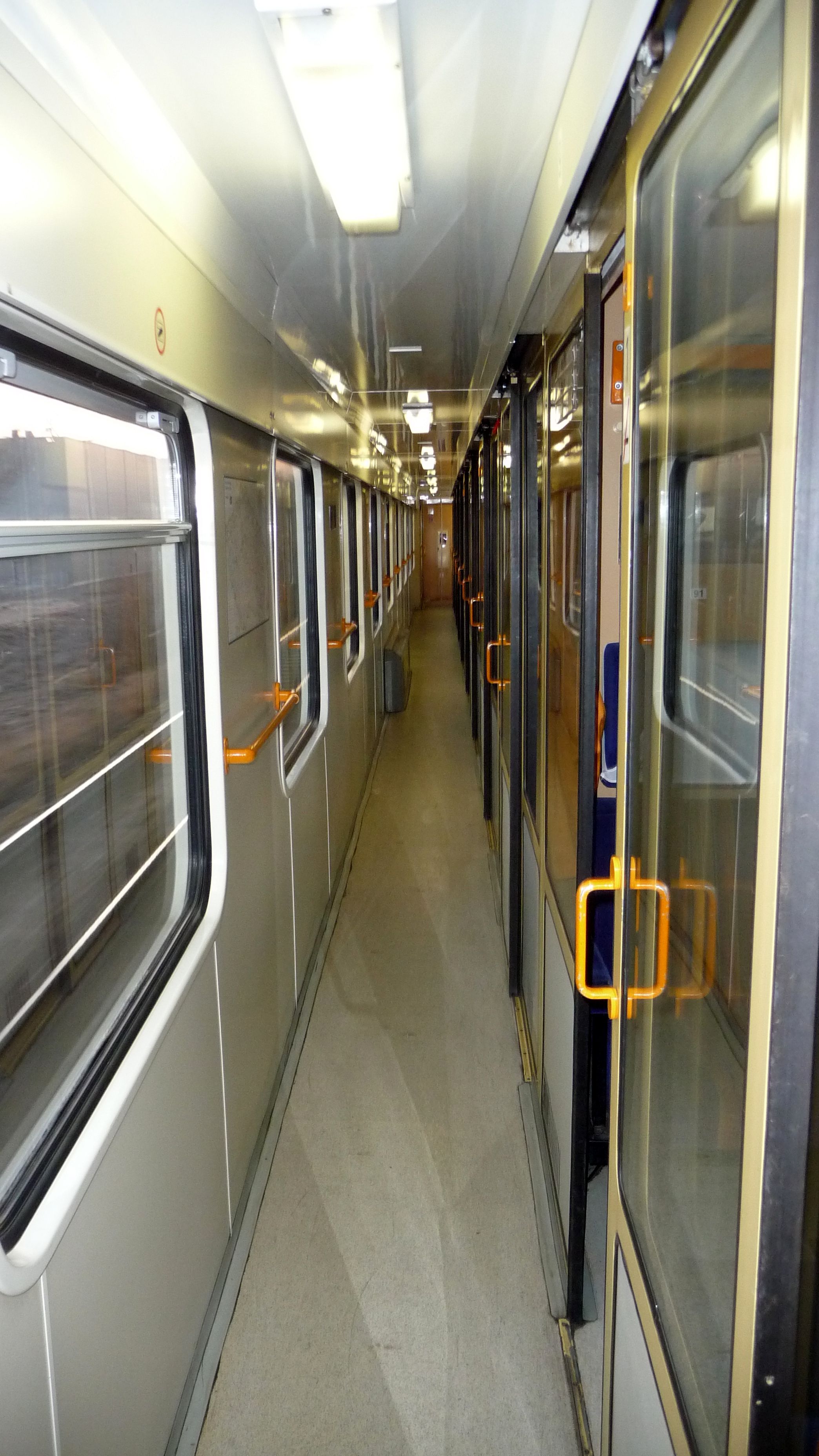